# 松平清康
松平 清康（まつだいら きよやす）は、戦国時代の武将。安祥松平家の3代当主。2代当主・松平信忠の子。三河国安祥城城主および岡崎城主。安祥松平家は清康の代に岡崎を征服し、武力により一族・重臣の掌握を急速に進め西三河を支配下においた。徳川家康の祖父にあたる。

## 生涯

### 武力により三河を掌握

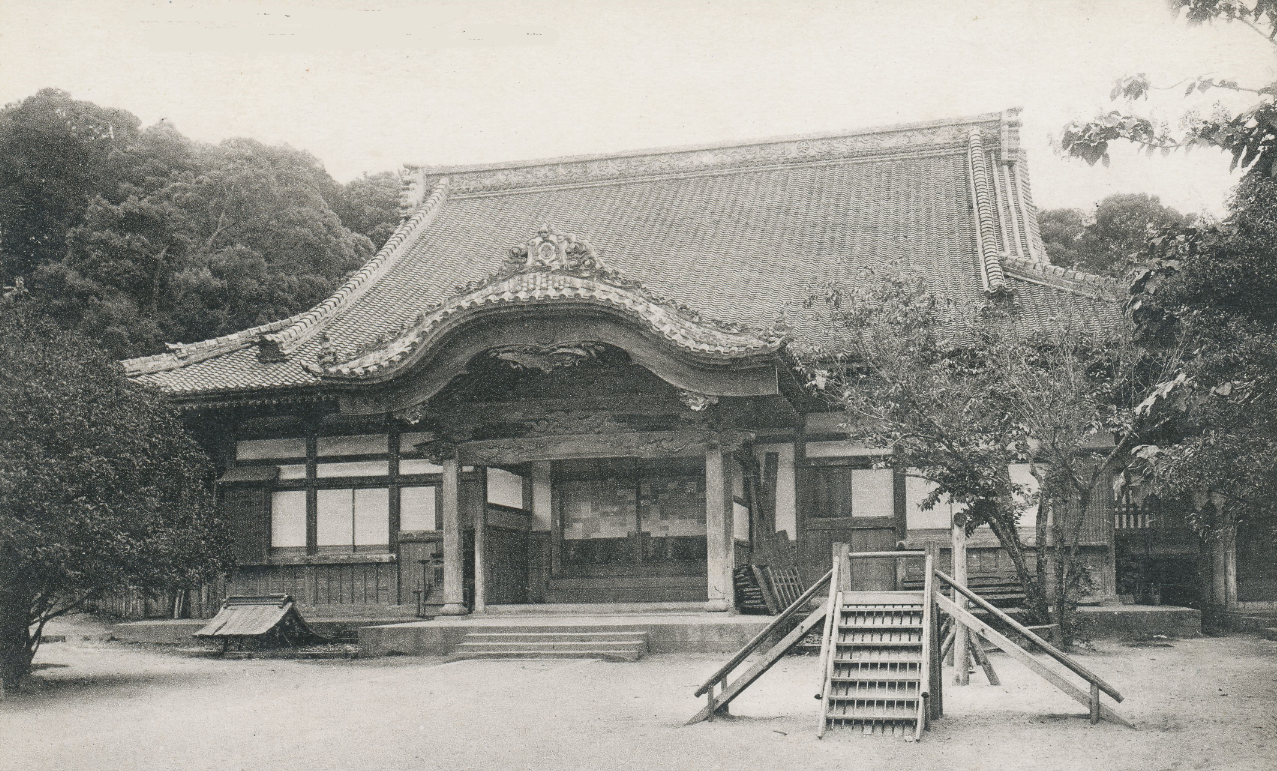
清康が創建した龍海院

永正8年9月7日（1511年9月28日）、安城松平家6代当主・松平信忠の嫡男として生まれる。母は大河内氏。
大永3年（1523年）に隠居の祖父・道閲（長親）や一門衆が父・信忠を隠居させて、子である竹千代（清康）に家督を継承させた。三河吉良氏の吉良持清の偏諱を受けて清孝（きよたか）と名乗る。「清康」は現存する当時の発給文書では存在せず、確認できる名称は「清孝」名義しかない。
大永5年（1525年）に足助城の鈴木重政を攻めてこれを降伏させる。大永6年（1526年、または大永4年（1524年））、岡崎松平家の山中城を攻撃して西郷信貞（松平昌安）を屈服させる。
ところが、この時期（大永3年から6年にかけてと推定）に作成されたとされ、深溝松平家（江戸時代の島原藩主）に伝えられていた安城松平家関係者による奉加帳の写（肥前嶋原松平文書「松平一門・家臣奉加帳写」）には、これまでの通説と矛盾する内容が記載されている。最初に道閲（松平長親）・松平蔵人佐信忠を筆頭に道閲の兄弟・子供たちをはじめとする松平一門の名前が連記されているが、信忠の後継者である筈の次郎三郎清孝（清康の初名）が67人中の59番目に記され、1人おいてその妻と推定される「医王 上」と呼ばれる女性の名前が記載されている。村岡幹生は当時の清孝（清康）が何らかの事情で安城松平家（道閲・信忠）から離れて山中城（医王山城）で自立状態にあったとしている。村岡は奉加帳が作製されたた時点では信忠がまだ安城松平家の当主であったと判断して、信忠が早くに引退して清康に家督を譲ったとする話や清康が松平昌安を屈服させて山中城や岡崎城を奪ったとする話が創作である可能性があり、内紛など何らかの事情で安城松平家を離れて安祥城を退去する形となった清康が昌安の婿養子に迎えられて岡崎松平家を継ぎ、その後安城松平家の問題が解消されて清康が同家に復帰して家督を継承したのが実像に近いのではないかとする説を提示している。なお、村岡は別の論文で、松平信忠の3人の男子の“孝”の字が、信忠の道号である「泰孝」に由来するものとして、清康が清孝から改名した背景には安城松平家から岡崎松平家に移ったことをきっかけにしているのではないかとしている。
その後、信貞の居城であった旧岡崎城は破棄し、現在地の龍頭山に新岡崎城を移転し、岡崎を松平氏の新たな拠点とした。岡崎では岡崎五人衆・代官・小代官による支配体制を整備。また、松平氏菩提寺大樹寺の勅願寺化や修築・多宝塔の新築、松平郷から勧請し六所神社創建、龍海院の創建等を行った。
西三河の実質的な支配権を得るなかで、従来の支配層である三河吉良氏に対する権威性の確立が求められており、このころ清和源氏のひとつ新田氏一門である得川氏の庶流・世良田姓に注目。吉良氏に対する対立軸として世良田次郎三郎と名乗った。これが後に孫の家康が松平から徳川改姓を行うことにつながっているという（この経緯については世良田氏の項も参照）。清康はさらに、東西に軍を進めて勢力を広げる。
享禄2年（1529年）、尾島城（小島城：西尾市所在）を攻めとる。その一方で、同年5月28日（新暦7月3日）に東三河にも進出して三河牧野氏の今橋城（後の吉田城）を攻め落とした。清康はさらに吉田城の南方・渥美郡田原に進軍。戸田氏は戦火を避け戦わずに降服したので清康は吉田城に兵を戻して10日間在城。この間に北方・設楽郡の山家三方衆の田峯城城菅沼氏および長篠城菅沼氏と亀山城奥平氏、宝飯郡牛久保の牧野氏等の東三河国人衆を形式上、服属させた。ただし、三河の東端八名郡にあった宇利城の熊谷氏だけが服属を拒んだためこれを包囲し、11月4日（11月23日）に攻め落とした。
後妻の華陽院は松平氏が水野氏を破ったときの講和条件として掠取したといわれている。清康の死後、星野秋国、菅沼定望、川口盛祐といった三河の諸豪族へ次々に嫁ぐが、いずれも夫に先立たれた。
なお、一説によれば宇利城攻め以後、桜井松平家の叔父・信定との仲を悪化させたともいわれる。その理由に挙げられるのが、宇利城攻略戦において、大手門を攻める福釜松平家の叔父・親盛を失った際に、支援が遅れたことが原因であるとして信定を清康が罵倒したことだといわれる。ただし、清康と信定の不仲を後世の創作とする説もある。

### 森山崩れ

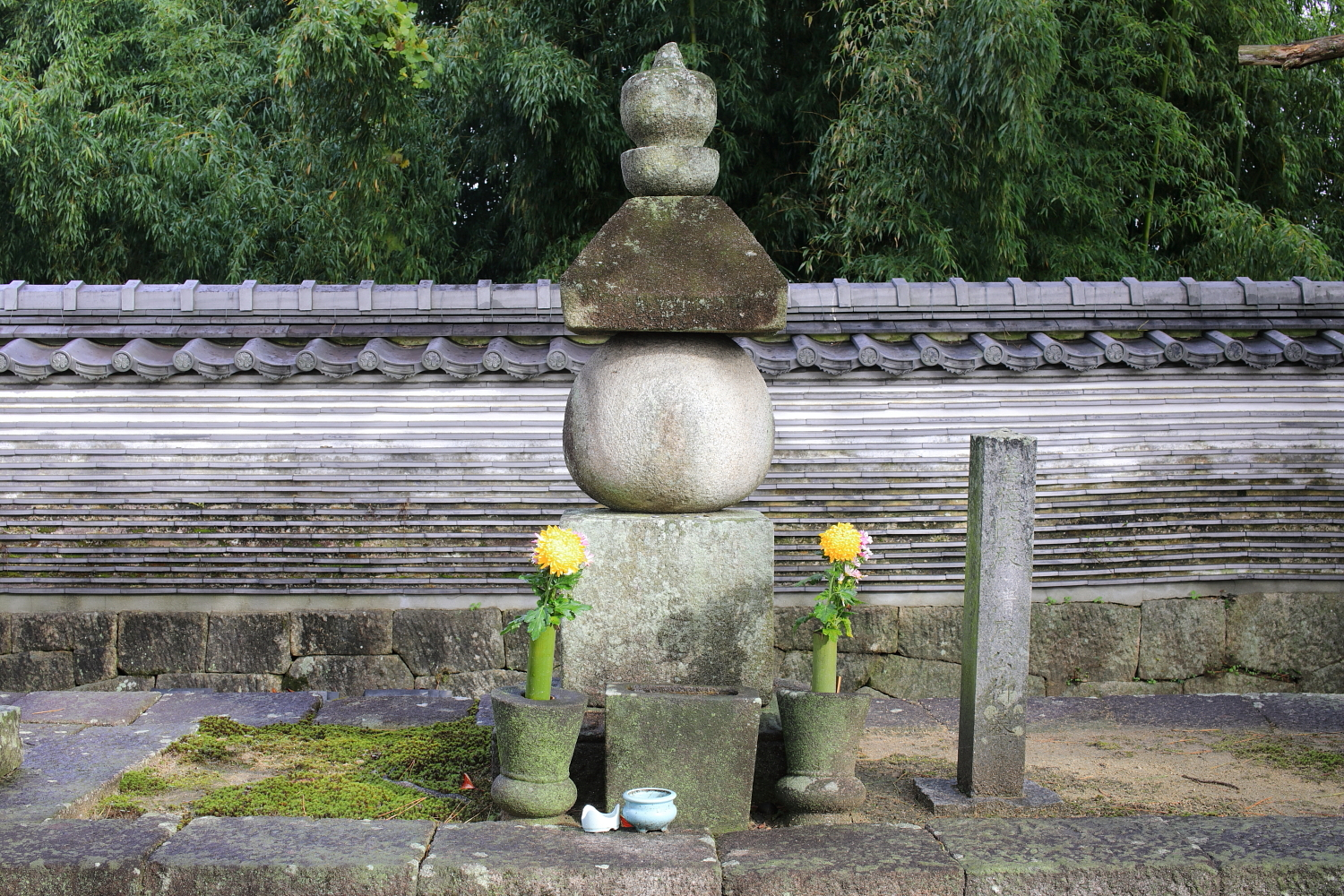
岡崎市鴨田町の大樹寺内にある松平八代墓の松平清康の墓

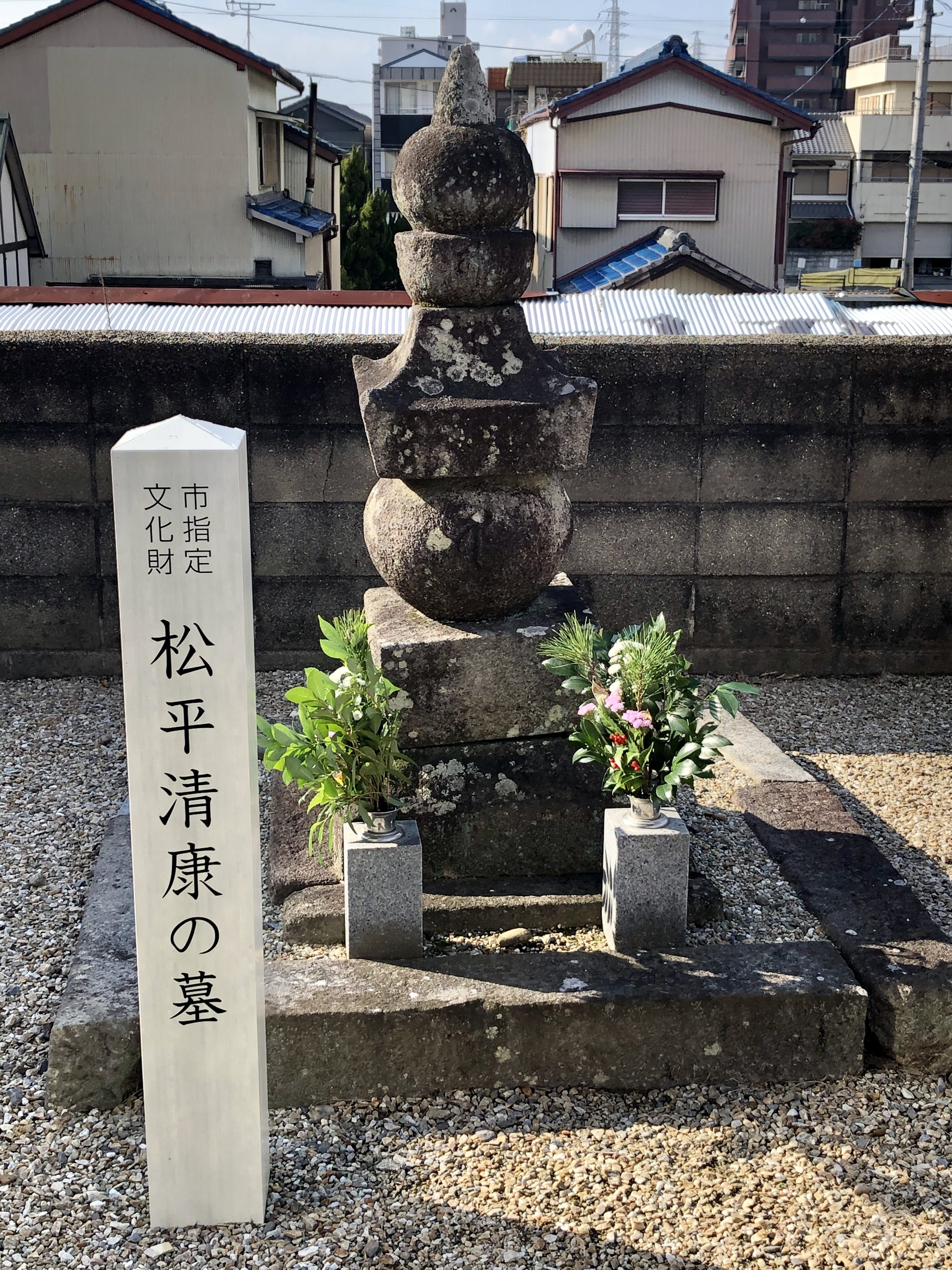
岡崎市魚町の大林寺の松平清康の墓

享禄3年（1530年）には尾張国へ再出兵、岩崎城 を落とし岩崎郷（日進市岩崎町）を、品野城を落とし品野郷（瀬戸市品野町）を奪った。
天文3年6月22日には、猿投神社を焼き討ちし、9つの堂塔を焼失させる。これらはその後、梅坪城主の三宅氏や那須氏などが再建した。
そして勢いに乗った清康は、斎藤道三との対立で苦戦する織田家の間隙をついて、8千名余りと称する軍で尾張に侵攻。天文4年（1535年）12月、清康は尾張に侵入し織田信秀の弟の信光の守る守山城を攻めたが、初戦に大敗し野営を張る。この守山滞在の最中の12月5日（12月29日）、清康は大手門付近で突如、家臣の阿部正豊（弥七郎）に両断され即死した。これを「森山崩れ（守山崩れとも）」という。享年25。
清康の遺骸を岡崎に運ぶ途中、腐敗が酷くなったために仮に祭った墓が、西尾市 長縄町の観音寺(浄土宗西山深草派) 近くの畑地にある。後に大樹寺に移された。その跡地には、現在も清康の仮葬地として墓石が残っている。
近年ではこの戦いは織田信秀と対立する織田藤左衛門尉を清康が支援し、これに対して織田信秀と松平信定が連携する構図の中で発生したとされ、信定による陰謀とされる背景となっている（信定の妻は信秀の姉妹であった）。また、清康の手で統合された安城・岡崎両松平家の家臣団の間に対立があり、謀反（クーデター）が引き起こされたとする説もある（村岡幹生は阿部氏を今川氏の支援の下にクーデターを起こして最終的に勝利した岡崎派であったとしている）。
なお、正豊が清康殺害に用いた刀が「千子村正」と伝えられている。「村正」が徳川家に仇なす妖刀であり、家康が村正を嫌ったという伝説の一部として語られることがあるが、実際には家康の生前にはそのような認識はされていなかったと見られている。

## 人物・評価
江戸中期の逸話集『常山紀談』では家康の祖父として「善徳公（御諱清康安祥二郎三郎殿と世に称し申す）士卒をあはれみ、勇材おはしませしかば、人々其徳になびき従ひ奉れり」と評されている。一方で、前述の譜代重臣である阿部親子、戸田氏などの国人衆からの不信によって命を落とす結果となった。また、前述のようにに親族である桜井松平家の叔父・信定とは諍いが多かったとされる。
『安城市史』において松平氏の時代を執筆した村岡幹生は清康の生涯を「安城松平家の出でありながら外に出て大草（岡崎）松平家を踏み台として独自の勢力を形成し、安城松平家を束ねていた松平信定に対抗したもののやがて和解して安城家を継いだ」存在であると結論づけた上で、別の論文において『三河物語』が清康を安城家の嫡流として一度は衰退した同家を中興して広忠・元康（徳川家康）に繋がったと描き、江戸幕府もこれを公式の歴史観として採用したために、初期松平氏（宗家・諸家）の歴史の中で「消された」事実が存在していることを指摘している（一時的とは言え、安城家を離れて対抗勢力になった事実は不都合であるため）。

## 三葉葵家紋の由来
松平郷のある西三河の賀茂郡は賀茂神社の神領で、松平氏が賀茂神社の氏子であったことから葵紋であった。『新編柳営続秘鑑』十二巻（「葵之御紋来由」）によると、松平信光の代に安祥城攻めの際に酒井氏に三葵の葉の家紋を与えたというが、祖父長親の代に三河に侵攻してきた今川軍の伊勢盛時（北条早雲）に岩津本家が滅ぼされた後に酒井氏の武功に肖り松平家の家紋としたという。結果として、酒井氏は酸漿（カタバミ）の家紋とされた。
なお『藩翰譜』（新井白石著。各大名家の家系図と事跡を記したもの）では松平清康の吉田城攻めの際に伊奈城主の名家本多正忠の立葵の家紋を拝領したものだとしている。